# 4-Aminobiphenyl
4-Aminobiphenyl ist eine chemische Verbindung aus der Gruppe der Aminoverbindungen, genauer ein Derivat des Biphenyls. Sie liegt als farbloser, brennbarer Feststoff mit blumigem Geruch vor, welcher sich bei Kontakt mit Luft durch Oxidation lila färbt.

## Darstellung und Vorkommen
4-Aminodiphenyl ist durch Reduktion von 4-Nitrobiphenyl zugänglich.
Die Verbindung entsteht bei der reduktiven Spaltung von Azofarbstoffen, die 4-Aminodiphenyl als Diazokomponente enthalten und kommt als Verunreinung von Diphenylamin vor. 4-Aminodiphenyl wurde in Zigarettenrauch nachgewiesen, wobei im Nebenstromrauch („Passivrauch“) eine zum Hauptstromrauch um den Faktor 30 höhere Konzentration nachgewiesen wurde.

## Verwendung
4-Aminobiphenyl wurde früher als Gummi-Antioxidans und als Zwischenprodukt zur Herstellung von Azofarbstoffen benutzt. Nachdem aber schon in den 1950 bis 1970er Jahren die Entstehung von Blasenkrebs bei Kontakt mit der Substanz feststand, wurde die Produktion eingestellt.
Azofarbstoffe, die durch reduktive Spaltung mehr als 30 mg 4-Aminobiphenyl in einem Kilogramm Fertigerzeugnis freisetzen, dürfen laut Bedarfsgegenständeverordnung (BedGgstV) nicht für Textilien oder Ledererzeugnisse verwendet werden, die längere Zeit mit der menschlichen Haut direkt in Berührung kommen können.

## Nachweis
4-Aminobiphenyl kann nach Absorption in Schwefelsäure und Überführung in die freie Base durch Dünnschichtchromatographie nachgewiesen werden.

## Toxikologie
4-Aminobiphenyl ist ein sehr potentes Blasenkanzerogen und daher als krebserzeugend eingestuft.
Als Sulfinsäureamid, welches ein Zwischenprodukt der Metabolisierung ist, bindet es kovalent an Cystein-Reste im Hämoglobin. Es bildet im Körper auch DNA-Addukte, was durch Blasenbiopsie von Rauchern immunologisch nachgewiesen wurde.

## Verwandte Verbindungen
4-Aminobiphenyl ist isomer zu 3-Aminobiphenyl und 2-Aminobiphenyl. Benzidin ist eine verwandte Verbindung mit je einer Aminogruppe an beiden Phenylringen.